# IC 4523
IC 4523 је спирална галаксија у сазвјежђу Вук која се налази на листи објеката дубоког неба у Индекс каталогу.
Деклинација објекта је - 43° 30' 35" а ректасцензија 15h 5m 10,5s. Привидна величина (магнитуда) објекта IC 4523 износи 13,2 а фотографска магнитуда 13,9. IC 4523 је још познат и под ознакама ESO 273-15, MCG -7-31-5, IRAS 15018-4318, PGC 53845.